# Vincotech
Vincotech ist ein Unternehmen im Bereich Leistungshalbleiter. Als unabhängige Tochter der Mitsubishi Electric Corporation entwickelt das Unternehmen mit derzeit (Stand: 2021) rund 800 Mitarbeitern elektronische Bauteile für die Märkte der Antriebstechnik, erneuerbare Energien und für die Stromversorgung. Vincotech bietet sowohl Standard-, wie auch applikationsspezifische Lösungen, darunter Widerstände und Relais. Der Umsatz lag 2019 bei 159,7 Millionen Euro.

## Geschichte
Der Ursprung des Unternehmens Vincotech reicht zurück ins Jahr 1968, als die Telecommunications Group der Siemens AG in München mit der Herstellung hybrider Schaltungen begann. 1992 kaufte Siemens ein Werk in Bicske in Ungarn. 1996 nahm die Geschäftseinheit Siemens EC an gleicher Stelle die Produktion von Powermodulen und Hybridschaltungen auf. Im Jahr 2000 übernahm der Mischkonzern Tyco International die Geschäftseinheit Siemens EC. Noch im selben Jahr erfolgte die Umbenennung in Tyco Electronics, Electronic Modules. Im Jahr 2007 erwarb The Gores Group Tyco Electronics Power Systems, gliederte das Electronic-Modules-Geschäft aus und benannte es in Vincotech um. 2010 erwarb die Mitsubishi Electric Corporation Vincotech. Die Firma wird seither als unabhängiges verbundenes Unternehmen geführt.
Der Name Vincotech ist ein Portmanteau (Kofferwort), welches das lateinische Wort „vincere“ (gewinnen, bezwingen, erobern) mit der Silbe „tech“ aus „Technologie“ verbindet.

## Betriebliche Einrichtungen
Firmensitz von Vincotech ist Unterhaching bei München. Das Unternehmen betreibt einen Produktionsstandort in Bicske, Ungarn. Das nach ISO/TS16949 und ISO 14001 zertifizierte Werk entwickelt und fertigt sämtliche Powermodule.

## Produkte und Serviceleistungen
Vincotech entwickelt und produziert „Intelligente Powermodule“ (IPM), integrierte Leistungselektroniken (Power Integrated Modules oder PIMs, eine Kombination aus Eingangsgleichrichter, Inverter und Brems-Chopper), Sixpack-Inverter und -Gleichrichter, PFC-, H-Bridge-, Halbbrücken-, Booster- sowie NPC/MNPC/AMNPC-Konvertermodule. Die Basis-Technologien sind standardmäßige Lötstiftverbindungen, Press-fit-Technologie, Klemmverbindungen und Thermal Interface Material (TIM). Das Leistungsspektrum reicht von 4 A bis 1800 A und von 600 V bis 2400 V.

## Märkte
Vincotech bedient folgende Märkte:
- Industrielle Antriebe
- Embedded Drives
- Ladestationen
- Solar-Inverter
- Unterbrechungsfreie Stromversorgungen (USV)
- Schweißen